# Unwire
Unwire är ett företag som grundades av Michael Wallon (Norinder) och Thomas Höglund 1997 och såldes för en miljard kronor år 2000 till Cellpoint.
Michael Wallon tillsammans med kollegan Thomas Höglund fick investmentbolagen Ledstiernan och Procuritas att satsa 17 miljoner kronor i projektet som ledde till ett flertal patent och teknologier inom IoT samt LBS (Location based services). Unwire var det första bolaget att ta fram ett positioneringssystem med hög precision baserat enbart på GSM-nätets infrastruktur, basstationsdata samt en mängd mycket kvalificerade matematiska beräkningar. Tekniken kombinerades med höjddatagrafik vilket gjorde att det till sist kunde prestera en noggrannhet på 25 meter i innerstad och cirka 250 meter på landsbygd. Unwires LBS system var det första som såldes till en mobiloperatör i Europa. Teknologin fanns tidigare genom ett Sydafrikanskt bolag men detta system levererade endast en precision baserat på en cells täckningsområde och TA (Timing Advance).
Februari 2000 såldes Unwire till ett Nasdaqnoterat bolag, Cellpoint Inc för 1 miljard svenska kronor. Anledningen till förvärvet var framför allt att Unwires teknologi var överlägsen samt att Unwires patent blockerade konkurrenters teknologier, inkluderat Cellpoint. 